# Dreileben
Dreileben ist eine Ortschaft der Stadt Wanzleben-Börde im Landkreis Börde in Sachsen-Anhalt.

## Geografie
Dreileben liegt ca. 4 km nordwestlich der Stadt Seehausen und etwa 22 Kilometer westlich von Magdeburg. Das waldarme Gebiet in der nördlichen Magdeburger Börde wird landwirtschaftlich intensiv bewirtschaftet. Das hügelige Gelände erreicht in den Grünen Bergen westlich von Dreileben (Nähe Allerquellen) Höhen bis zu 183 m ü. NHN.

## Geschichte
Der in Sachsen-Anhalt weit verbreitete Ortsnamensbestandteil -leben bedeutet: „Hinterlassenschaft, Erbe“. Er ist grundsätzlich mit Personennamen im ersten Namensbestandteil kombiniert.
Den schriftlichen Nachweis der Existenz erbrachte eine Urkunde aus dem Jahr 966, allerdings ist nicht ganz sicher, ob das darin erwähnte Drogonleuo identisch mit Dreileben ist.
Um 1220 wurde der Ort Drenleve und 1305 ville magni Dreyleve genannt. Die reichsfreien Edelherren von Meinersen waren in Dreileben begütet. Sie gaben um 1220 laut ihrem Lehnsregister in Drenleve drei Hufen als Lehen an Gerhard von Dreileben und 1305 ½ Hufe als Lehen an Dietrich von Groppendorf.
Die Bahnhofssiedlung war früher ein Wohnplatz der Gemeinde.
1973 lebten 1148 Einwohner in Dreileben.
Am 1. Januar 2010 schlossen sich die bis dahin selbstständigen Gemeinden Dreileben, Bottmersdorf, Domersleben, Eggenstedt, Groß Rodensleben, Hohendodeleben, Klein Rodensleben sowie die Städte Wanzleben und Seehausen zur neuen Stadt Wanzleben-Börde zusammen.

## Politik

### Bürgermeister
- Ortsbürgermeisterin ist Annette Fink-Drache.
- Stellvertretender Ortsbürgermeister ist Hanfried Duchstein.

### Wappen
Das Wappen wurde von der Magdeburger Heraldikerin Erika Fiedler gestaltet und am 15. Juni 1995 durch das Regierungspräsidium Magdeburg genehmigt.
Blasonierung: „In Gold drei (1:2) rote Herzen.“
Die Farben der ehemaligen Gemeinde sind Rot und Gold (Gelb).

## Kultur und Sehenswürdigkeiten
- 1899 erbaute Kirche St. Jakobi
- Wasserburg Dreileben

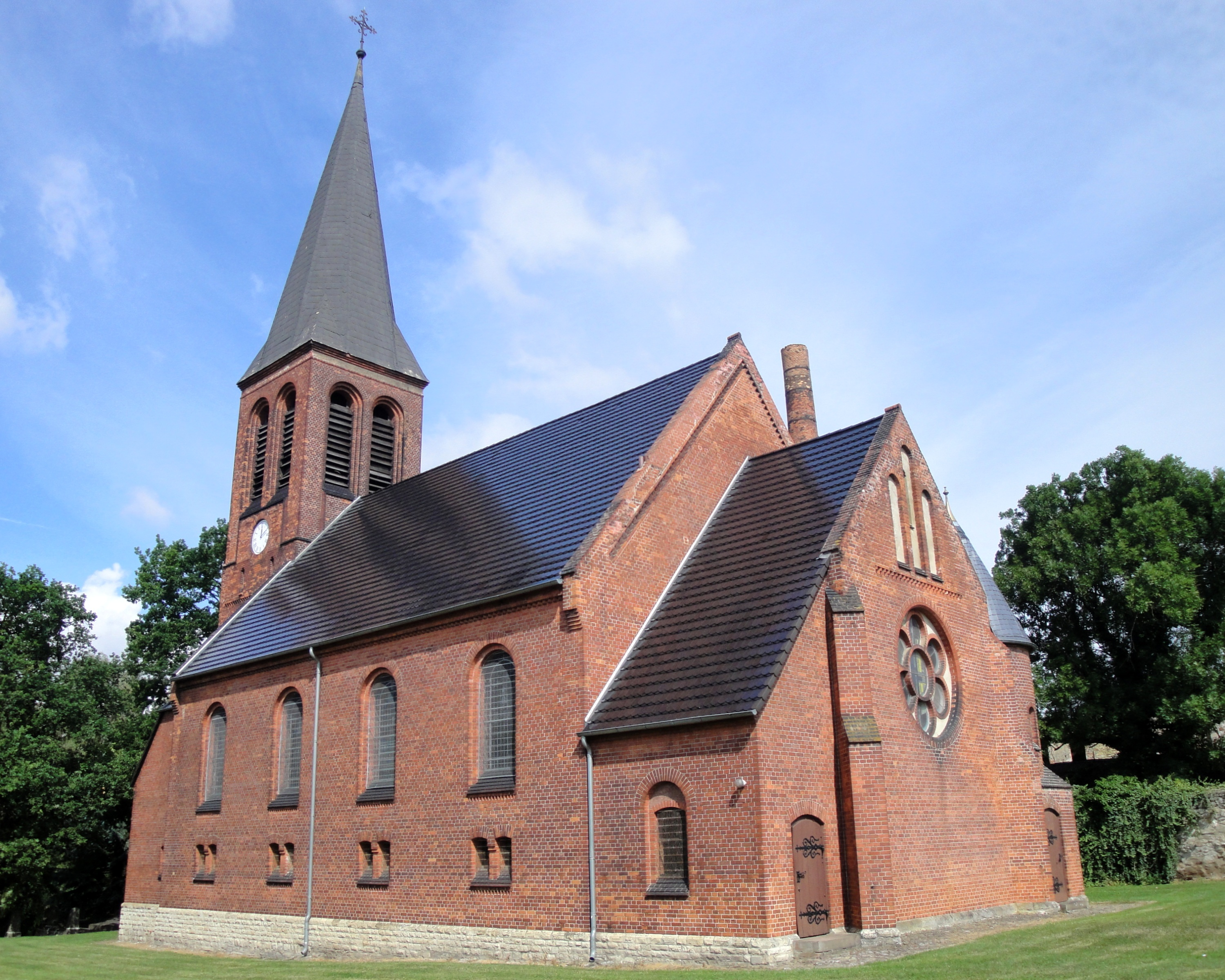
Kirche St. Jakobi in Dreileben

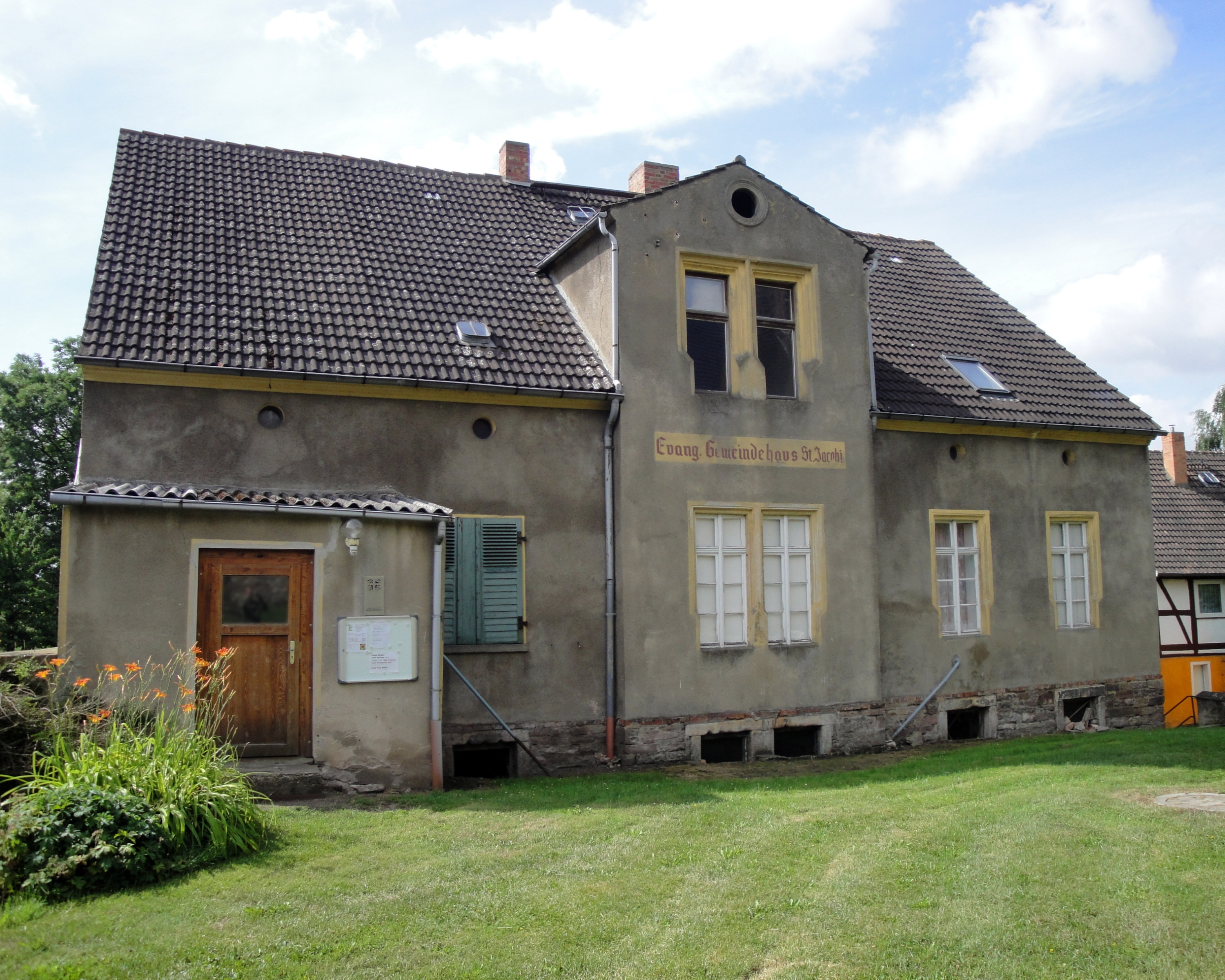
Evangelisches Gemeindehaus

- Grabstätten auf dem Ortsfriedhof für einen polnischen KZ-Häftling eines Todesmarsches vom April 1945 sowie eines namentlich bekannten polnischen Zwangsarbeiters, der 1944 ums Leben kam

Weitere Kulturdenkmale sind in der Liste der Kulturdenkmale in Wanzleben-Börde aufgeführt.

## Verkehrsanbindung
Dreileben liegt an der Landstraße von der Stadt Seehausen zur Bundesstraße 1 bzw. zum Autobahn-Anschluss Bornstedt (A 2 Magdeburg–Hannover). Der Bahnhof Dreileben-Drackenstedt liegt an der Bahnstrecke Braunschweig–Magdeburg.